# Therese Persson
Therese Lina Persson (ur. 4 marca 1995) – szwedzka zapaśniczka walcząca w stylu wolnym. Zajęła dziewiętnaste miejsce na mistrzostwach świata w 2016. Wicemistrzyni nordycka w 2013. Ósma w Pucharze Świata w 2018. 
Trzecia na MŚ juniorów w 2015 i druga na ME juniorów w 2013. Trzecia na ME U-23 w 2016 roku. Mistrzyni Szwecji w 2016.